# Quercus yiwuensis
{{#ifeq:0|0|{{#if:|{{#if:Quercusyiwuensis|[[]}}|}}}}
Quercus yiwuensis — вид рослин з родини букових (Fagaceae), поширений у Юньнані, Китай.

## Середовище проживання
Поширений у Юньнані, Китай.